# Jonc nain
Juncus pygmaeus
Espèce
Classification APG III (2009)
Statut de conservation UICN

 LC  : Préoccupation mineure
Le Jonc nain (Juncus pygmaeus) est une espèce de plantes annuelle du genre Juncus (joncs), de la famille des Juncaceae. 

## Description

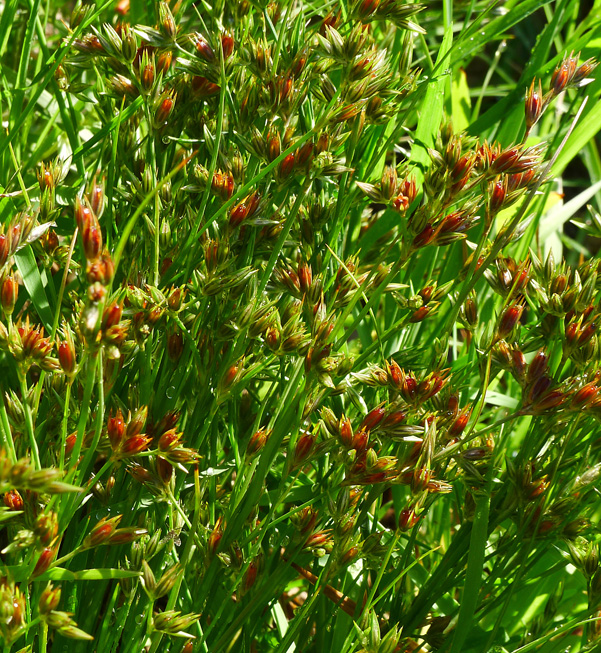
Joncs nains (inflorescences et tiges).

### Appareil végétatif
Le jonc nain est une plante annuelle de 3 à 12 cm de hauteur, à tiges dressées, très grêles, munie de une à deux feuilles dépassant l'inflorescence ; les feuilles sont minces et effilées, à gaines terminées par 2 petites oreillettes ; les feuilles basales ne dépassant généralement pas la tige.

### Appareil reproducteur
Les fleurs sont verdâtres ou rougeâtres, groupées par 3 à 8 au sommet de la tige en glomérules, plus ou moins longuement pédonculées (certaines restent sessiles). La bractée foliacée est presque aussi longue que l'inflorescence ; les tépales étroits, allongés, sont rapprochés au sommet, aigus. Les étamines sont au nombre de trois ; le fruit est oblong, atténué au sommet. La floraison a lieu de juin à septembre.

## Répartition
C'est une espèce originaire de région méditerranéenne et de la façade atlantique, présente en Europe et en Afrique du Nord. En France, son aire de répartition est discontinue : elle est présente dans le Centre, l'ouest (surtout le sud-ouest), la région méditerranéenne, l’Île-de-France.

## Habitat et écologie
C'est une plante des pelouses inondables sur terrains siliceux. Elle pousse jusqu'à une altitude de 800 m.

## Synonymes
- Juncinella pygmaea (Rich.) Fourr., 1869
- Juncus bicephalus Viv., 1824
- Juncus minae Mattir., 1893
- Juncus nanus Dubois, 1803
- Juncus pygmaeus var. bicephalus sensu Guin. & R.Vilm., 1978
- Juncus pygmaeus var. bicephalus (Viv.) Buchenau, 1906[3]